# سوبارو ایمپرزا دبلیوآرسی
سوبارو ایمپرزا دبلیوآرسی یک خودرو رالی جهانی است که بر اساس مدل جاده‌ای سوبارو ایمپرزا طراحی شده است. این خودرو توسط تیم کارخانه‌ای سابارو، تیم رالی جهانی سوبارو استفاده می‌شد و در سال ۱۹۹۳ جایگزین مدل سوبارو لگسی آراس شد. این خودرو اولین بار در رالی فنلاند ۱۹۹۳ معرفی شد و در مجموع موفق به کسب شش عنوان قهرمانی در مسابقات رالی قهرمانی جهان شد، از جمله سه عنوان پیاپی در بخش سازندگان و سه عنوان در بخش رانندگان.